# Зорянська сільська рада (Віньковецький район)
Зо́рянська сільська́ ра́да — адміністративно-територіальна одиниця та орган місцевого самоврядування в Віньковецькому районі Хмельницької області. Адміністративний центр — село Зоряне.

## Загальні відомості
Зорянська сільська рада утворена в 1990 році.
- Територія ради: 17,782 км²
- Населення ради: 708 осіб (станом на 2001 рік)

## Населені пункти
Сільській раді були підпорядковані населені пункти:
- с. Зоряне

## Склад ради
Рада складалася з 12 депутатів та голови.
- Голова ради: Гречаник Олег Миколайович
- Секретар ради: Фрига Валентина Анатоліївна

### Керівний склад попередніх скликань
| Прізвище, ім'я, по батькові | Основні відомості                                                         | Дата обрання | Дата звільнення |
| --------------------------- | ------------------------------------------------------------------------- | ------------ | --------------- |
| Гречаник Олег Миколайович   | Сільський голова, 1977 року народження, освіта вища, безпартійний         | 26.03.2006   | 31.10.2010      |
| Гречаник Олег Миколайович   | Сільський голова, 1977 року народження, освіта вища, член Партії регіонів | 31.10.2010   |                 |

Примітка: таблиця складена за даними сайту Верховної Ради України

### Депутати
За результатами місцевих виборів 2010 року депутатами ради стали:

#### За суб'єктами висування
| Суб'єкт висування | Кількість обраних депутатів | %    |
| ----------------- | --------------------------- | ---- |
| Самовисування     | 5                           | 41,7 |
| Народна партія    | 4                           | 33,3 |
| Партія регіонів   | 3                           | 25   |

#### За округами
| № округу        | Прізвище, ім'я, по батькові        | Дата визнання обраним | Освіта             | Партійна приналежність                        | Відомості про обраного депутата                                                     |
| --------------- | ---------------------------------- | --------------------- | ------------------ | --------------------------------------------- | ----------------------------------------------------------------------------------- |
| Народна Партія  |                                    |                       |                    |                                               |                                                                                     |
| 2               | Клаптюк Галина Василівна           | 03.11.2010            | середня спеціальна | член Народної партії                          | тимчасово не працює                                                                 |
| 3               | Березюк Тетяна Іванівна            | 03.11.2010            | середня спеціальна | член Всеукраїнського об'єднання «Батьківщина» | Віньковецький територіальний центр обслуговування пенсіонерів, соціальний працівник |
| 4               | Староста Світлана Степанівна       | 03.11.2010            | середня спеціальна | член Народної партії                          | приватний підприємець, ветеринарний лікар                                           |
| 7               | Фрига Валентина Анатоліївна        | 03.11.2010            | середня спеціальна | член Всеукраїнського об'єднання «Батьківщина» | Зорянська сільська рада, секретар                                                   |
| Партія регіонів |                                    |                       |                    |                                               |                                                                                     |
| 9               | Козловський Анатолій Михайлович    | 03.11.2010            | середня            | член Партії регіонів                          | пенсіонер                                                                           |
| 10              | Западловський Станіслав Васильович | 03.11.2010            | середня спеціальна | член Партії регіонів                          | СВГ «Роса», різноробочий                                                            |
| 12              | Гречаник Микола Михайлович         | 03.11.2010            | середня            | член Партії регіонів                          | пенсіонер                                                                           |
| Самовисування   |                                    |                       |                    |                                               |                                                                                     |
| 1               | Козловський Анатолій Анатолійович  | 03.11.2010            | середня спеціальна | позапартійний                                 | ТОВ "СТІОМІ- Холдінг, тракторист                                                    |
| 5               | Івасюк Тетяна Леонідівна           | 03.11.2010            | середня спеціальна | позапартійна                                  | Зорянський фельдшерсько-акушерський пункт, санітарка                                |
| 6               | Івасюк Віталій Володимирович       | 03.11.2010            | середня спеціальна | позапартійний                                 | ТОВ «СТІОМІ-Холдинг», тракторист                                                    |
| 8               | Марисик Олена Василівна            | 03.11.2010            | вища               | член Всеукраїнського об'єднання «Батьківщина» | Зорянська сільська рада, головний бухгалтер                                         |
| 11              | Козак Майя Василівна               | 03.11.2010            | середня спеціальна | член Всеукраїнського об'єднання «Батьківщина» | Зорянська сільська рада, касир — землевпорядник                                     |